# Теофилопулос, Алики
Али́ки Теофило́пулос (Теофилопу́лу)-Граффт (греч. Αλίκη Θεοφιλοπούλου, англ. Aliki Theofilopoulos Grafft; род. 14 июня 1972, Ла-Холья, Сан-Диего, Калифорния, США) — американский режиссёр, продюсер, сценарист, аниматор, художник-раскадровщик, актриса озвучивания и автор песен греческого происхождения, хорошо известная по своей работе над мультипликационным сериалом «Финес и Ферб». Свою карьеру Теофилопулос начинала с таких мультфильмов производства компании Уолта Диснея как «Геркулес» (1997), «Мулан» (1998), «Тарзан», «Фантазия 2000» (1999) и других. С июля 2014 года работает режиссёром в анимационной студии Disney Television Animation.

## Биография

### Ранние годы и образование
Родилась 14 июня 1972 года в районе Ла-Холья города Сан-Диего (Калифорния, США) в семье греков. Её отец родом из Патр, а мать — из Салоник (Греция), но познакомились они в США.
Уже в ранние школьные годы у Алики проявился талант к рисованию.
В 1994 году окончила Южно-Калифорнийский университет со степенью бакалавра изящных искусств, вскоре после чего переехала в Лос-Анджелес.

### Карьера
С 1995 года началась профессиональная карьера Теофилопулос в качестве ассистента видеорежиссёра в мультипликационной студии Hanna-Barbera Productions. Параллельно она работала ассистентом видеорежиссёра и ассистентом по киноархиву в анимационной продюсерской компании Spümcø.
Позднее работала в анимационной студии Walt Disney Feature Animation (сегодня Walt Disney Animation Studios).
Начиная с 1996 года Теофилопулос работала с известными аниматорами Гленом Кином, Эриком Голдбергом, Джоном Рипа, Дейвом Пруксима и Брайаном Фергюсоном над созданием таких мультфильмов как «Геркулес», «Мулан», «Тарзан», «Фантазия 2000», «Атлантида: Затерянный мир», «Планета сокровищ» и «Не бей копытом».
C 2002 года работала в анимационной студии Nickelodeon Animation, где участвовала в создании персонажей для мультсериала «Стрипперелла», и до 2005 года занималась разработкой персонажей и была ассистентом по раскадровке при создании мультсериалов «ChalkZone» и «Цап-царап».
В марте-июле 2005 года работала в Warner Bros. Animation (дочерней компании Warner Bros. Entertainment Inc.), где принимала участие в качестве ассистента по раскадровке в создании мультсериала «Джонни Тест».
До июня 2006 года вновь работала в Nickelodeon Animation в качестве создателя и сопродюсера короткометражных мультфильмов «Yaki and Yumi» и «Girls on the GO!» (из серии «Случайно! Мультфильмы»).
До января 2014 года принимала участие в создании мультсериала «Финес и Ферб» в Disney Television Animation, в то же время будучи режиссёром и соисполнительным продюсером эпизода «Доктор Леденец» из серии короткометражных мультфильмов «Too Cool! Cartoons» производства студии Frederator, а также сценаристом и художником раскадровки «Mickey Mouse».
В 2010 году Теофилопулос была номинирована на награду Дневной премии «Эмми» за песню «Вернись к нам, Перри» (англ. Come Home Perry), написанную ею к мультсериалу «Финес и Ферб».
В 2014 году «Доктор Леденец» был номинирован на приз Международного фестиваля анимационных фильмов в Анси (Франция).
В сентябре 2015 года посетила город Эрмуполис (Сирос, Греция), где выступила в качестве судьи на 8-м Международном анимационном фестивале Animasyros.

## Фильмография
- 2015 — Наследники: Недобрый мир (режиссёр, исполнительный продюсер)[8]
- 2013 — Доктор Леденец (режиссёр)[9]
- 2008—2011 — Финес и Ферб (актриса озвучивания (Мэнди)[10][11], художник-раскадровщик, сценарист)[12]
- 2007 — Случайно! Мультфильмы (соисполнительный продюсер)
- 2004 — Не бей копытом (аниматор)
- 2002 — Планета сокровищ (аниматор)
- 2001 — Атлантида: Затерянный мир (аниматор)
- 1999 — Фантазия 2000, Тарзан (аниматор)
- 1998 — Мулан (аниматор)
- 1997 — Геркулес (аниматор)[13]

## Личная жизнь
Замужем за Бароном Граффтом.
Проживает с двумя детьми в Лос-Анджелесе.